# Північний Бугенвіль
Півні́чний Бугенві́ль (англ. North Bougainville District) — адміністративний район в складі Автономного регіону Бугенвіль.
Район розташований на північному заході острова Бугенвіль і включає в себе 6 підрайонів:
- Атоли
- Бука
- Кунуа
- Ніссан
- Селау-Сюр
- Тінпуц